# Burgseeli
Burgseeli är en sjö i Schweiz.   Den ligger i kantonen Bern, i den centrala delen av landet, 40 km sydost om huvudstaden Bern. Burgseeli ligger 613 meter över havet. Arean är 5,3 kvadratkilometer. Den ligger vid sjön Brienzsjön.
I omgivningarna runt Burgseeli växer i huvudsak blandskog. Runt Burgseeli är det ganska glesbefolkat, med 28 invånare per kvadratkilometer.